# Technische Nothilfe

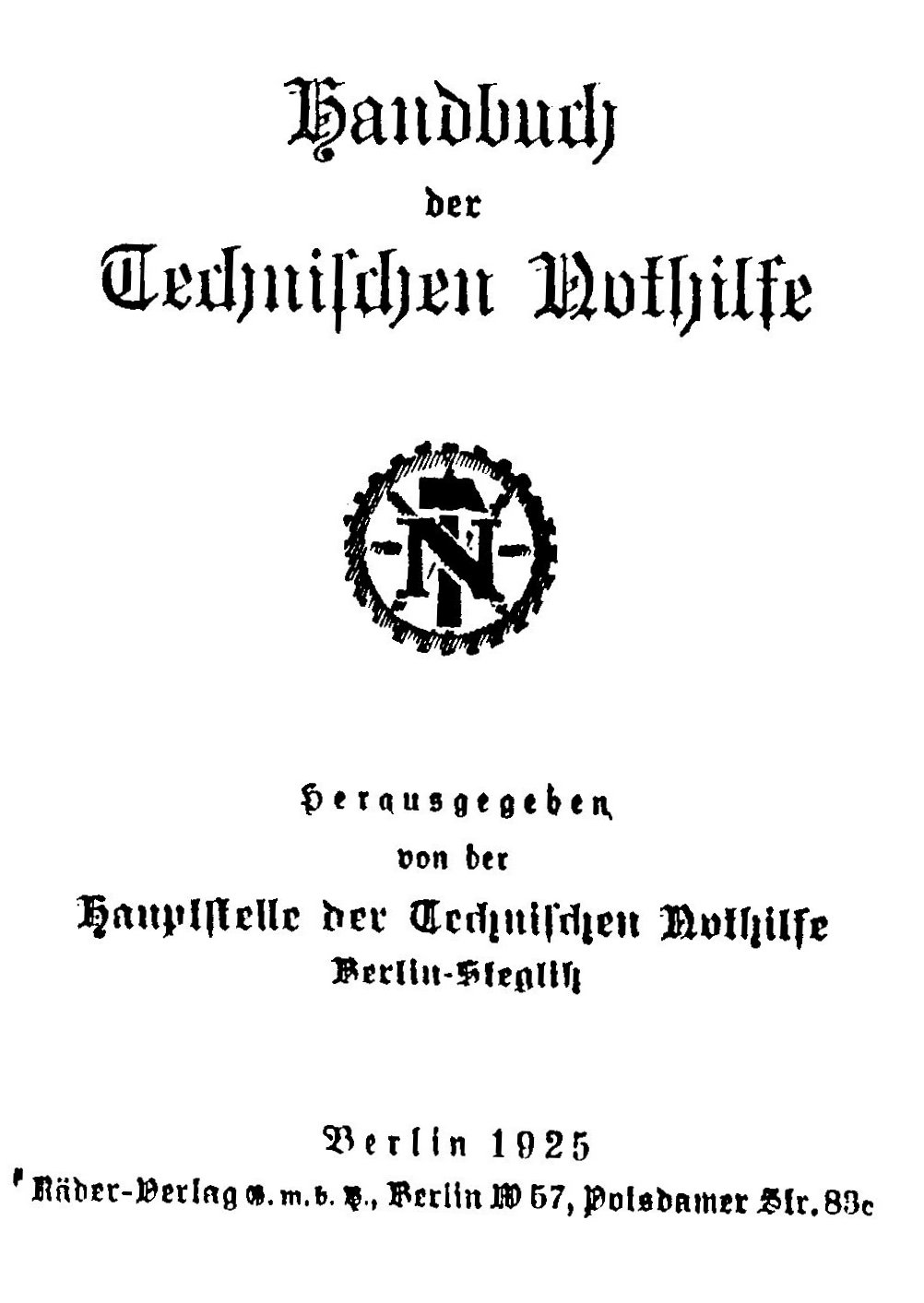

Technische Nothilfe (literalmente, Ayuda de Emergencia Técnica), también conocida por las siglas TeNo o simplemente TN, fue una organización alemana formada por ingenieros y especialistas en trabajos de construcción durante la República de Weimar y el Tercer Reich. Fue el predecesor del actual Technisches Hilfswerk (THW) de la República Federal de Alemania.

## Historia
El cuerpo Technische Nothilfe fue fundado el 30 de septiembre de 1919 por Otto Lummitzsch con el objetivo de proteger y mantener los puntos claves del país, como centrales eléctricas, redes ferroviarias, oficinas de correo y compañías de gas entre otras. En esa época confusa tras la Primera Guerra Mundial, los servicios públicos y las industrias esenciales del país estaban seriamente amenazados de sabotaje debido al colapso que sufría la sociedad alemana tras el final de la guerra.
Tras la desmilitarización forzada indicada en el Tratado de Versalles (1919), muchas antiguas unidades del ejército se unieron al TeNo junto a voluntarios civiles. La mayor parte del personal estaba formado por la clase media conservadora, además de un notable número de estudiantes. Durante la República de Weimar, TeNo fue visto como una amenaza por la clase obrera y despertó la animosidad de los sindicalistas, y más concretamente, del KPD (Partido Comunista Alemán).
A partir de 1930, con la mejora de las condiciones económicas, las huelgas violentas empezaron a ser menos comunes y menos agresivas, por lo que TeNo empezó a cambiar de actividad, centrándose básicamente en dos ramas: el socorro en casos de emergencia y desastres naturales, mientras que la otra rama se especializaba en la protección contra ataques aéreos o con gas.
Desde 1931, TeNo empezó a participar más activamente en el Freiwilligen Arbeitsdienst (Servicio de Voluntariado del Trabajo), que más adelante fue controlado por el Reichsarbeitsdienst.
En el marco del Tercer Reich TeNo se centró en la defensa civil y la labor de socorro. Desde 1936 se transformó gradualmente en una función auxiliar al cuerpo de policía, terminando bajo el control de Heinrich Himmler. Durante ese período, los miembros de dicha organización se formaban tanto dentro de Alemania como en los distintos territorios ocupados tales como Noruega o Países Bajos.
En 1945, tras la victoria de los Aliados, TeNo fue disuelto. En 1950 las funciones iniciales del cuerpo fueron asumidas de nuevo por el cuerpo Technisches Hilfswerk, que todavía existe en la actualidad con responsabilidades de protección civil ante catástrofes.

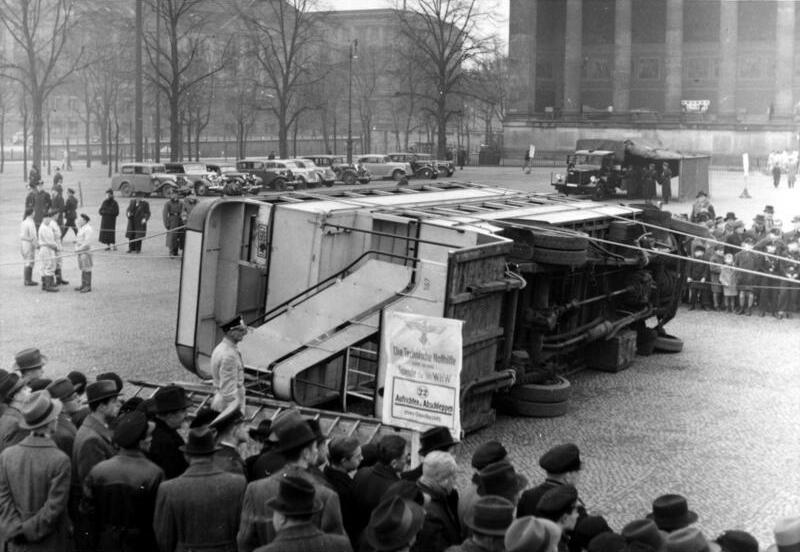
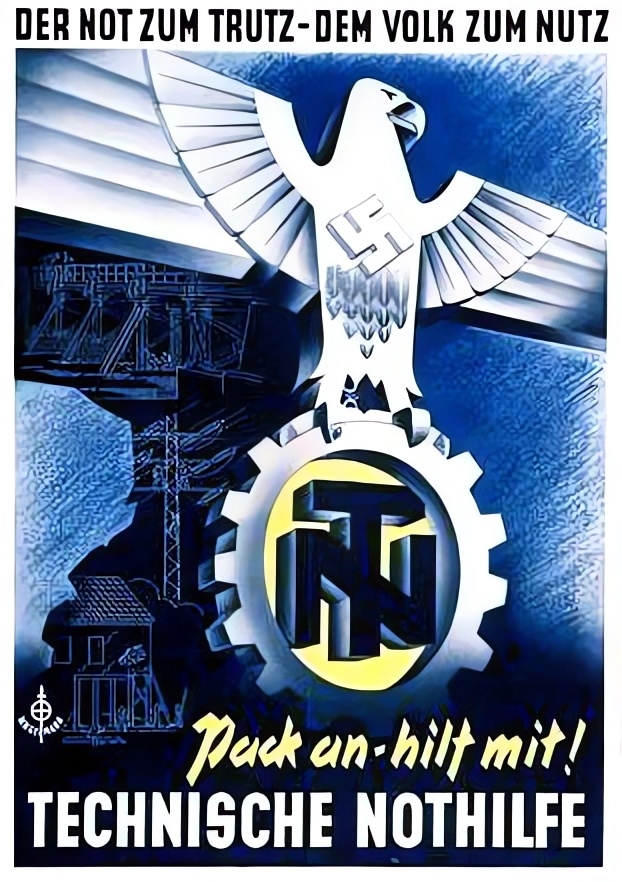